# Berești, Bacău
Berești (maghiară Berefalva) este un sat în comuna Sascut din județul Bacău, Moldova, România. În cadrul acesteia se află pe zona plană din lunca Siretului, în estul acesteia, aproape de lacul de acumulare Berești. La recensământul din 2002 avea o populație de 1431 locuitori.

## Atracții turistice
Biserica „Sfântul Pantelimon” (1859) din satul Berești este un monument de arhitectură de interes local (având cod LMI BC-II-m-B-00790) care se află printre cele șase obiective din comuna Sascut înscrise în lista monumentelor istorice din județul Bacău.